# ブルゴス法

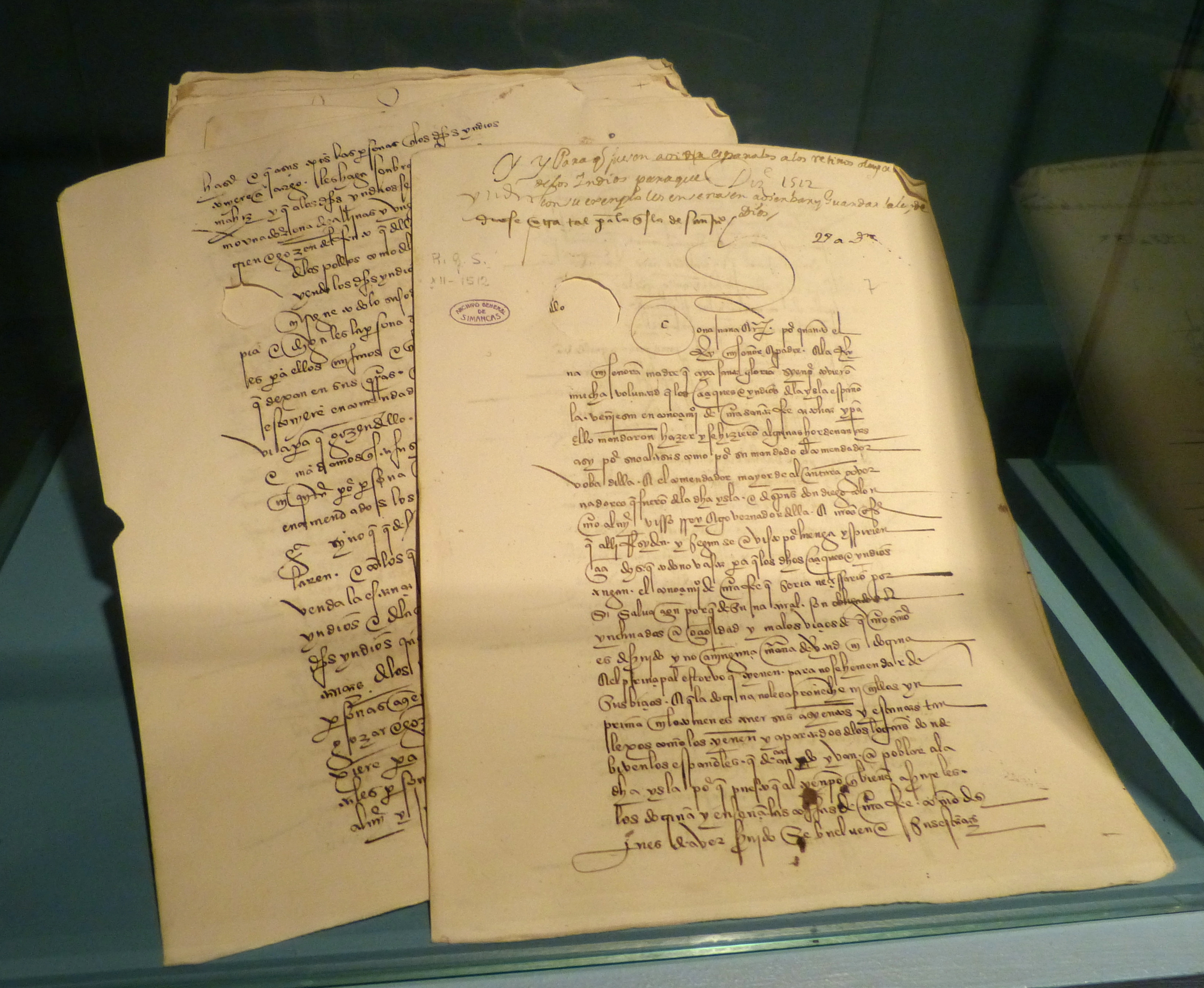
ブルゴス法 – コロンの写本 (ラス・パルマス・デ・グラン・カナリア)

ブルゴス法（ブルゴスほう）は1512年12月27日、スペインのカスティーリャ王国ブルゴスで公布された。アメリカ大陸におけるスペイン人の行動、特に西インド諸島の先住民（カリブの先住民）に対する行動を規定した最初の成文化された法律であり、先住民への虐待を禁じ、彼らがカトリックに改宗することを期待した。この法律はカスティーリャの慣習法が完全には適用できない西インド諸島をスペインが征服後に制定された。
ブルゴス法の適用範囲は、当初はヒスパニオラ島に限定されていたが、後にプエルトリコとジャマイカにも拡大された。

## 労働条件・規則
ブルゴス法ではエンコミエンダでの労働条件や規則を以下のように一様に規定している。
- カリブ先住民に対してキリスト教を理解させ、強制でなく自発的な改宗を促す（脅迫等による一過性の改宗でなく、恒久的なキリスト教の浸透）
- カリブ先住民に決められた広さの住居の建設と提供、与えられた土地を含む財産の保証をする
- カリブ先住民に対する侮辱や虐待を禁止する
- 児童労働の禁止（及び教育中の労働禁止）をする
- 出産後3年間の育児休暇を保証する
- 結婚した先住民女性に対し労働を強いることを禁止する
- 未婚の女性を両親から離すことを禁止する
- 5ヶ月の労働後に（連続した）40日間の休みを提供する
- 1日に十分なパン、野菜、肉、魚を提供する
- 酋長・族長の家族を優遇する

## 内容
インディアン（カリブ先住民）は自由人であり、キリスト教の信仰を教えられるべきであり、労働を命じられるかもしれないが、その労働は彼らの改宗を妨げず、彼らが耐えられる程度のものでなければならないこと。彼らが自分の家と土地を持ち、自分で働く時間を持つべきであること。キリスト教徒とのコミュニケーションを保つべきであること。そして賃金を受け取るべきであるが、それは金銭ではなく、彼らの家、衣服や家具であることを宣言した。
1512年12月27日にブルゴス文書で公布された法律は35あり、以下がブルゴス法条文の抜粋である。
1. 「エンコミエンダでインディアンを託されたものは、直ちに50人のインディアンごとに、30×15フィートの4つのロッジを建てることを命じる。」「インディアンが領地に連れてこられたらすぐに、前述のすべてのものを彼らの所有物として与えなければならない。この目的のために派遣された者は、インディアンにそれが彼ら自身の使用のためであり、彼らが残していくものと引き換えに与えられ、彼ら自身の所有物として享受できると伝えなければならない。」「彼らの財産が、いかなる者によっても、彼らから売られたり奪われたりしないようにし、たとえこの人物が彼らのいる土地を売却したり、前記のインディアンがエンコメンデロス（管財人）から離れたりしても、この財産が割り当てられた前記のインディアンとその子孫に属することを命じる。」
2. 「インディアンとその族長にできるだけ害を与えずに、最善と思われる方法で連れてくるように命じ、そのために彼らを励まし、賞賛をもって促すこと。」「インディアンの善処と保護を重視して、細心の注意と忠実さと勤勉さをもってこれを行うこと。」
3. 「インディアンをエンコミエンダで託された市民は、割り当てられた土地に……教会として使用するための建造物を建てる義務を負い、この教会には、聖母像と、インディアンを祈りに呼び出すための鐘を置かなければならないことを命じる。」
4. 「各人が信仰上の事柄についてどのように進歩しているかを知るために，2週間ごとに、インディアンを預かる前記の者が、各人が特に何を知っているかを調べるとともに，足りないことを教えることを命じる。十戒、七つの大罪、および信仰箇条を、それらを学ぶ能力があると考える者に教えるものとする。これに従わなかった者には6金ペソの罰則を課す。」
5. 「スペイン人やインディアンは長い間ミサに参加せずに過ごしていると聞いたので、少なくとも祝祭日や日曜日にはミサに参加すべきであり、各領地でミサを行う司祭を維持することは不可能なので、4つまたは5つの領地が1リーグ以内の距離にある場合、他の領地に最も近い領地に教会を建設し、この教会に聖母像と鐘を置き、毎週日曜日と義務的な祝祭日にミサを行うように命じる。」「ミサの後、彼らを領地に連れて帰り、調理された肉の鍋を与え、その日は週の他の日よりも良い食事をするようにし、ミサを行う司祭が不在の場合でも、彼らを教会に連れて行き、祈りを捧げ、良い助言を受けられるようにしなければならない。」「インディアンを預かっている者で、彼らを（ミサに）連れてこなかった者は、10ペソの罰則を受ける。」
6. 「インディアンに我々のカトリックの信仰のものを受け入れるように説得するための最良の手段を模索することが我々の意志であり、もし彼らが日曜日や祝祭日にミサを聞くために1リーグ以上移動しなければならないとしたら、それは彼らにとって重大な苦難となるので、我々が前記の教会を建てるように命じた前記のリーグの先に他の領地がある場合、それが同じ地区であっても、そこに前記の方法で教会を建てるように命じる。」
7. 「現在および将来において、前記のインディアンがいる領地から十分の一税を徴収する司教および司祭に対し、前記の領地の前記の教会に絶えず司祭を維持し、日曜日および義務的な祝祭日にミサを行うように命じる。」
8. 「十分な数のインディアンがいる鉱山では、鉱山にいるすべてのインディアンが前記の祝祭日にミサを聞くことができるように……便利な場所に教会を建てることを命じる」
9. 「50人以上のインディアンをエンコメンダに置いている者は、1人の少年（その者が最も能力があると考える者）に読み書きと我々の信仰の事柄を教えさせ、後にその者が前記インディアンに教えられるようにすることを命じる。また、前記の者が100人以上のインディアンを有する場合には、2人の少年を規定通りに教えなければならない。」
10. 「司祭のいる場所でインディアンが病気になるたびに、その司祭は彼のところに行き、クレドやその他の我々の聖なるカトリックの信仰の有益な事柄を唱える義務を負い、また、インディアンが告解の仕方を知っている場合には、その司祭は彼に告解し、そのための手数料を請求しないことを命じる。」「インディアンが領地で死亡した場合には、そこに入植したキリスト教徒が前記領地の教会に埋葬するように命じる。」「インディアンを預かっている者で、彼らを埋葬しなかった者は、4金ペソを支払うことを条件とし、その金ペソは次のように適用され分配される。1つは我々の国庫のために、1つは彼の告発者のために、1つは彼に判決を下した裁判官のために、1つは前記のインディアンが埋葬されている地所または村の司祭のために。」
11. 「インディアンを預かっている者やその他の者が、鉱山にいるインディアンに物資を輸送するために運搬人として使用してはならず、鉱山から別の場所に移動する際には、障害となる獣がいないとの情報を得てから、彼ら自身の荷物と食料を運ぶことを命令する。本条の趣旨と形式に反して前記のインディアンを運搬人として雇った者は、違反1回につき2金ペソを支払うことを条件に、前記を遵守しなければならず、その金ペソは前記入植者の住む村の病院のためのものとする。」
12. 「すべての乳児を生後1週間以内に、または必要な場合にはそれ以前に洗礼を受けさせる義務があることを命じる。」
13. 「すべての金採掘は、以下に規定された方法で行われることを命じる。すなわち、インディアンを召し抱えている前記の者は、1年のうち5ヶ月間、彼らと一緒に金を採掘し、この5ヶ月の終わりに、前記のインディアンは40日間休息し、彼らが金採掘の労働をやめた日を証明書に記載して鉱夫に与えなければならない。」「各地区のすべてのインディアンは、同じ日に自分の家に行き、前記40日間の間、休息するものとする。」
14. 「インディアンが慣習的な踊り（アレイトス）を行うことが許されなければ、大きな被害を受けるとの情報があったので、日曜日や祝祭日、さらには労働日にも踊りを行うことを妨げてはならないと命令する。」
15. 「インディアンを良好に扱い、増加させるための最も重要な配慮は、彼らの生活費であるので、インディアンを託されたすべての者は、その領地にいるインディアンを維持する義務を負い、そこで十分な量のパン、ヤムイモ、トウガラシを継続的に確保し、少なくとも日曜日と祝祭日には、ミサに行く祝祭日には他の日よりも良い肉の鍋を与えるという条文に規定されているように、調理された肉の料理を与えることを命じる。」「1日にパンとピーマンと1ポンドの肉が与えられ、祝祭日には魚やイワシなどが生活のために与えられる。」「前記のことをすべて満たさない者は、1回の違反につき2金ペソの罰則を受け、前記の規定に従って分配される。」
16. 「インディアンに教えなければならない我々の信仰の他の事柄の中で、一度に複数の妻を持ってはならず、また妻を捨ててはならないことを理解させることを命じる。そして、彼らをエンコメンダに置いている者が、彼らが結婚を引き受け、家庭を統治するのに十分な分別と知識を持っていると見なすならば、我々の聖なる母なる教会が命じているように、彼らが選んだ妻との合法的な結婚を成立させなければならない。我々は特に、酋長たちに、彼らが彼らの血縁の妻を娶ってはならないことを理解させるように命じる。我々は、検査官が彼らにこのことを理解させる責任を負い、非常に頻繁にこのことを繰り返し、彼らがそうする理由と、この行為によって彼らの魂がいかに救われるかをすべて彼らに話し、あるいは彼らに話させるように命じる。」
17. 「13歳以下の前記島の酋長の息子全員を、国王が政令の一つで命じたように、前記島に居住する聖フランシスコ修道士に託すことを命じる。」「修道士は彼らを4年間保護し、その後、エンコミエンダに置いている者に返すものとする。」
18. 「4ヶ月目以降の妊娠中の女性は、鉱山に送られたり、丘陵地で農作業させられたりしてはならず、領地内でパン作りや料理、草取りなどの家事に従事させることを命じる。また、出産後は3歳になるまで保育しなければならず、その間、鉱山に行かせたり、丘を農作業させたり、乳児に害を与えるようなことをしてはならない。インディアンをエンコミエンダに入れている者で、これに従わない者は、初犯の場合は6金ペソの罰則を受ける。」
19. 「インディアンをエンコミエンダに入れているすべての者は、インディアン一人一人に継続して寝るためのハンモックを与える義務を負い、これまでのように地面で寝ることを許してはならないことを命じる。」
20. 「インディアンがよりよい衣服や装飾品を持つことができるように、彼らをエンコミエンダに置いている者は、毎年、彼ら一人一人に金ペソを与えなければならないことを命じる。」「また前記酋長とその妻が他のインディアンよりも良い服を着せられ、良い待遇を受けることは当然のことであるため、前記酋長とその妻に支払われる金ペソから1レアルを差し引き、このレアルをもって前記検査官が前記酋長とその妻のために服を購入することを命じる。」
21. 「各人がエンコミエンダで託されたインディアンのみを雇用し、誰も他のエンコミエンダに属するインディアンを雇用してはならないため、我々は何人も他に属するインディアンを雇用したり、自分の家や領地、鉱山などどこにも受け入れてはならないことを命じる。」
22. 「酋長が彼らの個人的な必要に応じて仕える人々をより容易に持つことができるように（ただし、前記の酋長のインディアンが複数の人に分配されている場合に限る）、ある酋長が40人の臣下を持っている場合には、そのうちの2人が彼に仕えるために与えられるものとし、70人の場合には3人、100人の場合には4人、100人から150人の場合には6人が与えられるものとする。」「彼ら（前記酋長）をよく扱い、軽い仕事以外は強制的に働かせないようにして、彼らが退屈せずに活動できるようにし、退屈から生じる可能性のある困難を回避することを命じる。また、我々は検査官に、前記の酋長とインディアンを注意深く世話し、彼らに十分な食事を与え、我々の聖なる信仰の事柄を彼らが他の者に教えるよりもよく教えるように命じる。」
23. 「エスパニョーラ島のインディアンと他の島から連れてこられたインディアンの入植を受け入れてるすべての者が、10日以内に、死亡した者と生まれた者の報告を検査官に行う義務があることを命じる。また、我々は、前記検査官に、入植しているインディアンを有するすべての者と、各者が有するインディアンとその名前を記入する帳簿をつけることを義務付ける。」
24. 「いかなる者もインディアンを棒で叩いたり、鞭で打ったり、犬と呼んだり、正式名称以外の名前で呼んだりしてはならないことを命じる。」「本条に違反した者は、インディアンを殴ったり鞭打ったりするたびに、5ペソの金貨を支払わなければならず、また、インディアンを犬と呼んだり、自分以外の名前で呼んだりした場合には、1ペソの金貨を支払い、これを前述の方法で分配するものとする。」
25. 「インディアンを居住させている者の多くが、彼らを商業や貿易のために雇用しており、我々の（評判に）害を与えてるとの報告を受けた。インディアンを居住させている者は、彼らの3分の1を金を採掘するために鉱山に連れてくる義務があり……これを守らない場合には、鉱山に送るべき前記3分の1に不足しているインディアン1人につき3金ペソの罰則を課すことを命じる。」
26. 「インディアンをエンコミエンダに置いてるものは、その領地が鉱山から遠く離れているために前記インディアンのために食料を供給できない者は……周辺領地の他のインディアンを組み合わせ、片方が食料を供給し、もう片方が鉱山で働くインディアンを送ることを命じる。」
27. 「近隣の島々から多くのインディアンが連れてこられ、現在も連れてこられているので、我々は、これらのインディアンに、我々が前記島の他のインディアンに対して遵守するように命じた形式と方法で、教義の事柄を教え込むことを命じる。」「奴隷は所有者が好きなように扱うことができるが、我々は、他の奴隷が慣習的に扱われているような厳しさや厳しさで彼らを扱わず、むしろ、我々の教義の事柄に彼らをよりよく向かわせるために、愛情と優しさをもって扱うことを命じるものである。」
28. 「誰かが死亡またはその他の理由で、エンコミエンダに受け入れたインディアンを引き払う場合、我々がエンコミエンダで前記領地を与える者は、前記インディアンを引き払う者またはその相続人からそれを購入する義務を負い……前記所有者はその評価額で売却する義務を負うことを命令する。」「エンコメンデロス（管財人）は前記インディアンが割り当てられた地域の住民でなければならないからである。」（インディアス新法によって無効となり、エンコメンデロス（管財人）の死後にインディアンは自由になった）
29. 「共同体全体を検査する責任者として2人の検査官を置き、インディアンが我々の教義の事柄についてどのように教えられているか、彼らの身体がどのように扱われているか、どのように維持されているか、彼らまたは彼らを預かる者が、我々の条例にどのように従い、履行しているか、その他各人が行うべきすべての事柄を確認するよう命じる。」
30. 「前記検査官を、前記提督、裁判官、役人が最適と考える形式と方法で選出し、指名することを命じる。」
31. 「前記検査官は年に2回、担当するインディアンがいるすべての場所を、年の初めと中頃に検査する義務があることを命じ、また、彼らのうちの1人だけが2回とも検査するのではなく、それぞれが1回ずつ検査することを命じる。」
32. 「検査官は、領地またはその他の場所で見つけた迷子または逃亡したインディアンを自分の家または領地に連れて行ってはならず、それらを見つけたら直ちに自身が選ぶ良心のある人に預けることを命令する。」
33. 「前記検査官が、前記提督、裁判官、および役員が署名したこの我々の条例の複製と、我々が前記提督、裁判官、および役員である者に命じた指示を持ち、それによって彼らが何をし、何を守り、何に従わなければならないかをよく知ることができるようにすることを命じ、これに従わない検査官には、前述の罰則を科す。」
34. 「前記の提督、裁判官、役員である者は、2年に1度、前記の検査官がどのように任務を遂行しているかを調査し、彼らのレジデンシア（職務遂行能力の評価）を受け、その中で、彼らがそれぞれの義務に応じてどのようにこの条例を施行したかを確認することを命令する。」
35. 「エスパニョーラ島の前記共同体の住民または居住者、あるいは他の島の住民が、付与またはその他の方法で、150人以上または40人以下のインディアンを編入してはならないことを命じる。」

1513年7月28日、ブルゴス法に修正が加えられた。
1. 「エンコミエンダで与えられたインディアン男性と結婚したインディアン女性は、自分の自由意志による場合や、夫が希望する場合を除き、鉱山やその他の場所に行って、夫と一緒に働くことを強制してはならないことを命じる。前記妻が妊娠した場合、我々はこの状況について我々が発行した条例を遵守するように命じる。これに反した者は、前記条例に規定された刑罰を受けるほか、このようにして強制的に働かせたインディアン女性、その夫と子供を失い、それらは他の者にエンコミエンダとして託されることを条件とする。」
2. 「14歳未満のインディアン児童は、同年齢以上になるまで大人の仕事に従事することを強制してはならないことを命じる。しかし、（親がいる場合には）親の土地において、畑の草取りなどの児童にふさわしい仕事に従事し、奉仕することを強いる。」「前記少年たちの中で商売を学びたい者がいれば、自由にそれを行うことができ、前記商売を学んでいる間は、他の仕事に従事したり、働いたりすることを強制してはならないものとする。」
3. 「未婚のインディアン女性で両親、母親、父親の権威の下にある者は、彼らの土地、または両親との合意により他人の土地で彼らと一緒に働くことを命じる。」
4. 「この条例の公布から2年以内に行動することを命じる。」「自力で生活する能力を持つようになったインディアンが、現在または将来の前記島の我々の裁判官の指示と管理の下で、自力で生活することを許可することが我々の意志であることを宣言し命令する。」